# 顕弁

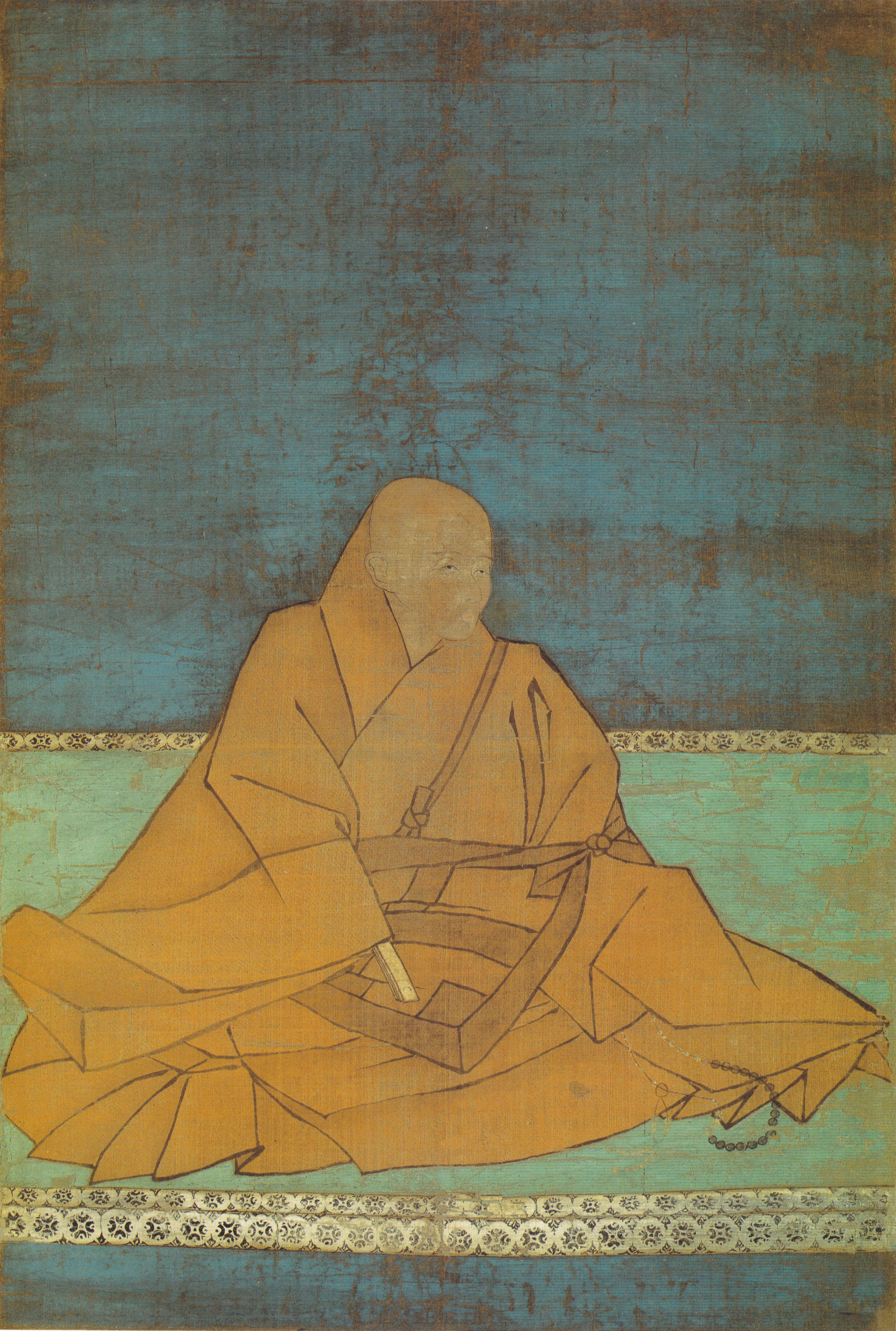
大僧正顕弁像

顕弁（けんべん、文永6年（1269年）- 元弘元年4月24日（1331年5月31日）は、鎌倉時代後期の天台宗の僧。金沢流北条氏北条顕時の長男。母は未詳。執権北条貞顕は異母弟。

## 略歴
実相院静誉の元で育ち、弘安3年（1280年）に12歳の時隆弁に入門、隆弁が没するまで7年師事し、隆弁没後静誉の元に戻る。永仁元年（1293年）、25歳にして園城寺唐院で灌頂を受ける。文保2年（1318年）、園城寺別当に任ぜられる。元応2年（1320年）に別当を辞任。鎌倉に戻り、右大将法華堂別當に就任。元亨2年（1322年）、鶴岡若宮の別当となり大僧正に昇り、嘉暦2年（1327年）には園城寺長吏を兼務したが、翌年辞任している。元弘元年4月24日（1331年5月31日）、入滅。享年63。
園城寺の若手衆達からの信頼は篤く、隆弁の再来と称揚された。園城寺への戒壇勅許を巡る問題では衆徒達によって旗頭に擁立されたが、この運動は延暦寺の激しい抵抗にあい結局失敗に終わった。神奈川の称名寺には顕弁の肖像画が残り、附扱いで国宝に指定されている。